# Big River (riu canadenc)
Big River és un riu al centre-oest de la província canadenca de Saskatchewan a l'ecozona del bosc boreal del Canadà. El riu comença al llac Witchekan a la RM de Spiritwood No. 496 i es dirigeix en direcció nord-est abans de desembocar al llac Cowan a la vila de Big River . El llac Cowan és la font del riu Cowan, que és un important afluent del riu Beaver . El riu Beaver desemboca al seu torn al Lac Île-à-la-Crosse i al riu Churchill.
La capçalera del riu Big, Witchekan Lake i els seus afluents, són el punt més meridional de la conca hidrogràfica del Churchill. Entre els afluents del llac hi ha Shuwapss Creek, Norbury Creek i Idylwild Creek. La vila de Spiritwood és a l'extrem sud del llac i la reserva índia de Witchekan Lake cobreix gran part de la riba occidental. El Big River s'escola del Witchekan Lake per l'extrem nord i es dirigeix cap a l'est travessant l'autopista 24 després viatja per un profund congost travessant les Leoville Hills abans de desembocar al Keg Lake. L'autopista 793 segueix el curs del riu en bona part de les Leoville Hills. A partir del Keg Lake, el paisatge s'aplana i el Big River continua cap al nord fins a l'extrem sud del llac Cowan on hi ha la vila de Big River. L'autopista 55 ressegueix el riu des del llac Keg fins al llac Cowan.